# メアリー・カバー・ジョーンズ
メアリー・カバー・ジョーンズ（英語: Mary Cover Jones、1897年9月1日 - 1987年7月22日）は、アメリカ合衆国の心理学者。
女性による行動療法研究の発展の嚆矢として知られ、ジョセフ・ウォルピは彼女を『行動療法の母』と称した。
そのほか、ウサギが苦手なピーター少年に行った実験などが知られている。

## 生涯
カリフォルニア州サンタバーバラで『人生において何が大切なのかを私は学んでいる途中だ』という旨を姉に伝え、その数分後90歳で死去した。